# Kamashi
Kamashi es una localidad de Uzbekistán, en la provincia de Kashkadar.
Se encuentra a una altitud de 520 m sobre el nivel del mar. 

## Demografía
Según estimación 2010 contaba con una población de 34 277 habitantes.